# 2444 Lederle
2444 Lederle eller 1934 CD är en asteroid i huvudbältet, som upptäcktes 5 februari 1934 av den tyske astronomen Karl Wilhelm Reinmuth i Heidelberg. Den har fått sitt namn efter den tyske astronomen Trudpert Lederle.
Asteroiden har en diameter på ungefär 29 kilometer.